# Sergio Grieco
Pour les articles homonymes, voir Grieco.
Sergio Grieco, parfois connu sous le nom de Terence Hathaway, né le 13 janvier 1917 à Codevigo et mort le 30 mars 1982 à Rome) est un réalisateur italien.

## Biographie
Né dans un village de Vénétie, Sergio est le fils de Ruggero Grieco, l'un des fondateurs du parti communiste italien et dirigeant de ce dernier de 1934 à 1938. Dans les années 1920, la famille Grieco déménage à Paris où Sergio fera ses études. Il approche le milieu du cinéma en devenant assistant de la réalisatrice Germaine Dulac. Il part ensuite en Union soviétique où il assiste Nikolaï Ekk dans son premier long-métrage, Le Chemin de la vie, en 1931. Il rentre en Italie en 1939 où il travaille en tant que superviseur de scénario ou assistant réalisateur sur de nombreux films, dont le premier film néoréaliste, Les Amants diaboliques de Luchino Visconti en 1943. En 1949, il assiste René Clément sur Au-delà des grilles, un film avec Jean Gabin tourné à Gênes.
Il tente sa première réalisation en 1950 dans Il sentiero dell'odio, premier jalon d'une carrière prolifique qui traversera plusieurs genres. Il rencontre sa femme Teresa Terrone (renommée Susan Terry par son agent) qu'il fera jouer d'abord dans le film de cape et d'épée La Revanche du prince noir en 1956, puis dans plusieurs autres de ses films.
Il met en scène une quarantaine de longs-métrages entre 1950 et 1977, en se chargeant souvent lui-même du scénario. Il est connu pour ses films d'aventure, de cape et d'épée, ses péplums et surtout sa série de films d'espionnage dans le sillage de James Bond 007 avec la figure de l'agent 077, qu'il réalise sous le pseudonyme de « Terence Hathaway ». Son dernier film en tant que réalisateur est le poliziottesco Le Fauve à la mitraillette en 1977. Il co-scénarise dans la foulée Une poignée de salopards, le célèbre film de guerre d'Enzo G. Castellari. Sergio Grieco meurt à Rome quatre ans plus tard à l'âge de 65 ans.
Son neveu est David Grieco, né en 1951, également scénariste, producteur et réalisateur.

## Filmographie

### Comme réalisateur
- 1950 : Il sentiero dell'odio
- 1952 : I morti non pagano le tasse
- 1952 : Non è vero... ma ci credo
- 1952 : Primo premio: Mariarosa (it)
- 1953 : Fermi tutti... arrivo io!
- 1954 : Les Amants du péché (Amarti è il mio peccato)
- 1954 : L'Hôtel du rendez-vous (Tua per la vita)
- 1954 : La Fille de Palerme (La peccatrice dell'isola) (coréalisé avec Sergio Corbucci)
- 1956 : Le Chevalier de la violence (Giovanni dalle bande nere)
- 1956 : La Revanche du prince noir (Lo spadaccino misterioso)
- 1957 : Le Masque noir (Il diavolo nero)
- 1958 : Le Pirate de l'épervier noir (Il pirata dello sparviero nero)
- 1958 : La parole est à l'épée (Pia de' Tolomei)
- 1959 : Adieu, ma chérie (Ciao, ciao bambina!)
- 1960 : Les Nuits de Lucrèce Borgia  (Le notti di Lucrezia Borgia)
- 1960 : Salammbô
- 1961 : L'Esclave de Rome (La schiava di Roma)
- 1961 : La Reine des barbares (La regina dei tartari)
- 1962 : Le Capitaine de fer (Il capitano di ferro)
- 1962 : Jules César contre les pirates (Giulio Cesare contro i pirati)
- 1963 : L'Enfant du cirque (Il figlio del circo)
- 1964 : La ragazza meravigliosa
- 1964 : Le Jour de la vengeance (Una spada per l'impero)
- 1965 : Opération Lotus bleu (Agente 077 missione Bloody Mary)
- 1965 : Fureur sur le Bosphore (Agente 077 dall'Oriente con furore)
- 1966 : Mission spéciale... Lady Chaplin (Missione speciale Lady Chaplin)
- 1966 : L'agent Gordon se déchaîne (Password: Uccidete agente Gordon)
- 1967 : Du rififi à Amsterdam (Rififí ad Amsterdam)
- 1967 : Coup de force à Berlin (Tiffany memorandum)
- 1967 : Superman le diabolique (Come rubare la corona d'Inghilterra)
- 1968 : Trahison à Stockholm (Rapporto Fuller, base Stoccolma)
- 1971 : Sergent Klems (Il sergente Klems)
- 1972 : Miss Dynamite (Tutti fratelli nel West per parte di padre)
- 1974 : Le scomunicate di San Valentino
- 1975 : L'Homme qui défia l'Organisation (L'uomo che sfidò l'organizzazione)
- 1975 : Violence à Rome (I violenti di Roma bene)
- 1976 : Une Suédoise sans culotte (La nipote del prete)
- 1977 : Il signor Ministro li pretese tutti e subito (it)
- 1977 : Ultime violence ou Le Fauve à la mitraillette (La belva col mitra)

### Assistant-réalisateur
- 1942 : Gelosia de Ferdinando Maria Poggioli
- 1948 : Au-delà des grilles (Le mura di Malapaga) de René Clément